# Polemonium glabrum
Polemonium glabrum är en blågullsväxtart som beskrevs av J. P. Davidson. Polemonium glabrum ingår i släktet blågullssläktet, och familjen blågullsväxter. Inga underarter finns listade i Catalogue of Life.